# Hinter der Maske (1932)
Hinter der Maske ist ein US-amerikanischer Kriminalfilm aus dem Jahr 1932 von John Francis Dillon mit Jack Holt, Constance Cummings und Boris Karloff in den Hauptrollen. Der Pre-Code-Film wurde von Columbia Pictures produziert und basiert auf der Erzählung In the Secret Service von Jo Swerling.

## Handlung
Im Gefängnis erwartet der verurteilte Jim Henderson seine Freilassung, gleichzeitig beschließt sein Zellengenosse Quinn, auf eigene Faust auszubrechen. Quinn geht zum Haus von Arnold, einem Mitglied einer Drogenschmugglerbande, dessen Tochter Julie Quinns Wunden behandelt. Arnold, den der Geheimdienst für einen potenziellen Informanten hält, wird von einem anderen Agenten gewarnt, dass die Bande kurz vor der Festnahme steht. Arnolds Krankenschwester Edwards meldet diese Information telefonisch.
Henderson, der aus dem Gefängnis entlassen wurde, geht zu Dr. August Steiner, der ihm sagt, er solle Arnolds Nachfolge antreten. Agent Burke ist Henderson in Steiners Büro gefolgt, nun befiehlt Steiner Henderson, Burke zu töten. Captain Hawkes beruft unterdessen eine Sitzung eines Bürgerkomitees ein, das von dem angesehenen Dr. Munsell geleitet wird. Hawkes rechnet mit der Festnahme der Bande, erfährt dann aber, dass Burke getötet wurde. Quinn ist Arnolds Chauffeur geworden und er und Julie sind ineinander verliebt. Bei einem Besuch bei Henderson erkennt Steiner Quinn als Jack Hart, einen weiteren verdeckten Geheimdienstler. Henderson wird angewiesen, Jack mit der nächsten Lieferung fliegen zu lassen und ihn dann töten zu lassen. Nachdem Jack Julie erzählt, dass ihr Vater in ein höchst unappetitliches Geschäft verwickelt ist, erfährt sie von ihm Jacks wahre Identität. Als Julie von Jacks Schicksal erfährt, versucht sie ihn zu warnen, kommt aber zu spät. Henderson befiehlt Jack, mit dem Fallschirm abzuspringen, und lässt ihn dann 200 Meilen vor der Küste zurück. Unterdessen geht eine besorgte Julie zu Hawkes und erfährt, dass Jack Henderson ausgetrickst hat, indem er eine an einem Fallschirm befestigte Puppe abgeworfen hat und noch am Leben ist. Als sie zurückkehren, um Arnold festzunehmen, finden Jack und Hawkes eine Notiz, dass Arnold in das Eastland-Krankenhaus eingeliefert wurde.
Arnold stirbt, woraufhin Jack Julie im Hotel Ansonia versteckt und dann in Steiners Büro geht. Dort findet Jack ein verstecktes Diktiergerät, dessen Walze er an sich nimmt. Er schlägt eine Autopsie von Arnolds Leiche vor, spät in der Nacht bringen sie den Sarg zu Munsells Haus. Als sie den Sarg jedoch öffnen, finden sie ihn voller Betäubungsmittel. Jack geht und findet Julie krank im Krankenhaus, wo er selbst gefangen genommen wird. Er erwacht auf dem Operationstisch, wo Steiner ihn ohne Betäubung operieren will. Julie, die sich erholt hat, kommt herein und erschießt Steiner, der in Wirklichkeit Munsell in Verkleidung ist.

## Hintergrund
Gedreht wurde der Film vom 2. bis zum 21. November 1931 in den Columbia-Studios in Hollywood.
In der Copyright-Zusammenfassung werden grausame Szenen erwähnt, die die Operationen von Dr. Steiner zeigen. Diese Szenen waren in der Endfassung jedoch nicht zu sehen.
Die Premiere des Films fand am 25. Februar 1932 statt.

## Kritiken
Mordaunt Hall von der The New York Times fand den Film seltsam und alles andere als angenehm. Trotz aller Bemühungen, morbide und grausam zu sein, gelinge es diesem Film nur, unfreiwillig komisch zu sein.